# I Just Can't Wait
I Just Can't Wait è il singolo di debutto della cantante britannica Mandy Smith, pubblicato nel 1987 come primo estratto dall'album di debutto Mandy.

## Descrizione
Il brano I Just Can't Wait è stato scritto da Matt Aitken, Mike Stock e Pete Waterman.
Il singolo, pubblicato su etichetta  PWL Records e Liberation e prodotto dagli stessi Aitken, Stock e Waterman, raggiunse il nono posto delle classifiche in Norvegia e il sesto posto in Italia (dove risultò il 43° singolo più venduto nel 1987).
Con il brano I Just Can't Wait, Mandy Smith partecipò inoltre al Festivalbar 1987.

## Tracce
7" (versione 1)
1. I Just Can't Wait – 3:22
2. I Just Can't Wait (Instrumental) – 3:20

7" (versione 2)
1. I Just Can't Wait – 3:24
2. You're Never Alone – 3:40

12" (Versione 2)
1. I Just Can't Wait – 7:19
2. I Just Can't Wait (Instrumental) – 3:57
3. You're Never Alone – 3:40

12" (Versione 2)
1. I Just Can't Wait (The Cool and Breezy Jazz Version) – 8:19
2. I Just Can't Wait (Instrumental) – 4:25
3. You're Never Alone – 3:40

## Classifiche
| Classifica    | Posizione massima | Nr. di settimane |
| ------------- | ----------------- | ---------------- |
| Germania      | 14                | 12               |
| Italia        | 6                 |                  |
| Norvegia      | 9                 | 2                |
| Nuova Zelanda | 37                | 2                |
| Regno Unito   | 91                | 3                |
| Svizzera      | 16                | 8                |

## Cover
- Una cover del brano I Just Can't Wait è stata incisa nel 1990 dal gruppo musicale britannico Peter and the Test Tube Babies[1][2][7]